# شهرستان واوچ
شهرستان واوچ (به لهستانی: Powiat Wałcz) یک شهرستان در لهستان است که در استان پومرانی غربی واقع شده‌است. شهرستان واوچ ۱٬۴۱۴٫۷۹ کیلومتر مربع مساحت و ۵۴٬۶۳۹ نفر جمعیت دارد.